# 三河島 (天津市)
三河島（さんかとう、中国語: 三河岛、拼音: Sānhédăo）は中華人民共和国の天津市浜海新区北塘街にある川中島。永定運河・潮白河・薊運河の3河川が合流して渤海に注ぐ河口付近の合流点にあることからこの名がある。明の嘉靖年間に築かれた要塞の名残であり、無人の人工島であるとともに天津市内唯一の島である。

## 概要
三河島の要塞は明の嘉靖帝の代に、倭寇の侵入を防ぐ目的で薊運河左岸の海岸線に形成された。台地を埋めて北営の砲台を築き、右岸の南営砲台と共同で北塘要塞を形成した。清代には要塞は3回の大規模修繕を行って地盤が補強され、咸豊9年（1859年）5月、アロー戦争で英仏連合軍が大沽口を2度目に攻めた際には、清軍は新設の砲台によって好闘を収め、英仏艦隊を敗退させた。清末の天津海防三大砲台の中で、北塘砲台は大沽砲台に次ぐ地位を占めている。
清はさらなる侵攻に備えて同年7月に薊運河の営城に砲台を増築し、北塘砲台の防衛を撤去して営城に移した。しかしこれによって北塘周辺の防御がおろそかとなり、義和団事件の最中、1900年の八カ国連合軍の侵入によってついに陥落した。辛丑条約（北京議定書）によると、北塘砲台は大沽台とともに1901年に撤去されている。三河島には今日まで北営砲台跡が残っている。
三河島はもともと陸と地続きであったが、1973年に薊運河を拡幅した際に切り離された。1980年の天津市海岸地帯資源調査を経て、1983年に三河島と命名されたものの、以来20年以上、誰も三河島に足を踏み入れなかった。2005年7月から、専門家による十数回の実地調査を行った結果、岩質や砂質の海岸地帯よりも脆弱であること、また長年に及ぶ地盤沈下や河口の堆積の影響を受け、今も島にはヨシが自生し、様々な鳥類が棲息していることがわかった。地盤沈下と海面上昇によって河道に大量の土砂が堆積したことで島の陸域は減少し、地層の形成過程で大きな変化を被っていた。
三河島は地理的な位置と海に臨む景観の面から、塘沽区の観光総合発展計画に組み入れられている。2009年末以降、湿地生態保全と砲台遺跡を利用した観光整備が進み、島へ渡る吊り橋も建設された。11月ごろには、数千匹の渡り鳥が羽を休める姿を見ることができる。現在、島を含む地域一帯は北三河郊野公園として開放されている。